# Crisis económica en Chile de 1876
La crisis económica en Chile de 1876 fue un fenómeno económico que afectó fuertemente la economía de Chile a finales del siglo XIX.

## Antecedentes
El rumbo librecambista asumido por la economía chilena luego del descubrimiento del Mineral de Caracoles dinamizó el comercio exterior de materias primas y dio gran impulso a la actividad bursátil y bancaria. Esta última, fue favorecida con la dictación de la ley de bancos de 1860 que permitió emitir papel moneda a los bancos, sin control estatal, hasta por el 150% de las reservas de su capital. Esto produjo un superávit de circulante impreso que no estaba respaldado metálicamente.
A estos factores de orden privado, hay que añadir los gastos militares y navales contraídos por el Estado a través de créditos, para hacer frente a la guerra con España de 1865.
Por ese mismo período finalizaba la guerra francoprusiana en la que Francia tuvo que pagar una cuantiosa indemnización a Berlín y Viena, lo que encendió una tremenda fiebre bursátil que se propagó a Nueva York, Londres e incluso París. Los hornos alemanes cuadruplicaron su producción, en EE. UU. se duplicó la extracción del hierro. Todo esto generó una sobre-especulación bursátil que hizo un “crack” en Viena y Nueva York en 1873. Como medida correctiva se adoptó el monometalismo sobre la base del oro por parte de EE. UU. y Europa (hasta ese entonces existía el bimetalismo, es decir la plata y el oro se usaban indistintamente en las grandes transacciones).

## Efectos en el país
En Chile la depresión económica mundial repercutió en 1876, se produjo una baja de la plata, hubo una escasez del circulante metálico, a causa de la baja del precio del cobre y del trigo, y de la fuerte exportación de la moneda de oro y plata, que los empresarios se vieron obligados a hacer para pagar sus compromisos en Europa. Así mismo, la especulación vivida durante la fiebre de Caracoles había hecho muchas colocaciones aventuradas y algunas francamente irregulares que hizo incobrables muchos créditos, dada la insolvencia de numerosos deudores arruinados por la crisis. Así mismo, los bancos veían depreciarse sus acciones ya que no contaban con reservas metálicas para convertir el papel moneda que habían impreso, razón por la que incluso hacían préstamos de hasta por un mes sin cobrar interés alguno a modo de poder conservar las reservas en metálico dentro de sus bóvedas y reemplazarla por sus propios billetes.
Para paliar esta situación el presidente Aníbal Pinto primeramante nombra como ministro de Hacienda a Rafael Sotomayor, quien decidió disminuir el gasto público no aumentando los sueldos de empleados públicos, lo que casi produjo su caída del ministerio. Para saldar el déficit finalmente se decidió emitir vales de tesorería o bonos de deuda interna por hasta 3.000.000 de pesos. Sin embargo esta decisión obligó al año siguiente el 10 de enero de 1877 al gobierno de Chile a contratar un préstamo por 5.000.000 de pesos, para poder pagar los bonos emitidos. Por intrigas de los diferentes bandos políticos Sotomayor es reemplazado por Augusto Matte el 27 de octubre de 1877.
Esto llevó a que el Estado de Chile decretara la inconvertibilidad de los billetes en oro, generándose una crisis que sólo se logró pasar por alto luego de la victoria en la Guerra del Pacífico sobre Bolivia y Perú.
- Datos: Q5791124